# Marina Ratner
 (juillet 2017).
Marina Ratner est une mathématicienne russo-américaine, née le 30 octobre 1938 à Moscou et morte le 7 juillet 2017 à El Cerrito en Californie,,

## Biographie
Les parents de Ratner étaient tous deux scientifiques. Elle effectue ses études à l'Université d'État de Moscou peu de temps après que l'accès en est rendu possible aux étudiants d'origine juive. Ses études se terminent en 1961. Elle rejoint ensuite l'institut de statistiques appliquées dirigé par Andreï Kolmogorov. Elle participe aussi aux cours organisés par l'institut et destinés aux lycéens particulièrement doués de Moscou. Elle commence sa thèse à l'université d'État en 1965 et la soutient en 1969, sous la direction de Iakov Sinaï. Le thème en est le flot géodésique sur les surfaces à courbure négative.
Elle devient ensuite assistante au lycée technique de Moscou, avant d'en être renvoyée à la suite de la demande d'un visa pour Israël. De 1971 à 1975 elle travaille à l'Université hébraïque de Jérusalem, et y enseigne dans des cours préparatoires à destination des lycéens. Elle est recrutée en 1975 à l'université de Berkeley et y devient professeure en 1982.
Elle meurt à 78 ans, le 7 juillet 2017 à  El Cerrito en Californie.

## Travaux
Ratner est surtout connue pour son travail en théorie ergodique, en particulier son étude des flots unipotents sur les espaces homogènes. Les théorèmes de Ratner (en) résolvent d'importantes conjectures de Raghunathan sur ces flots, et ont des conséquences en théorie des nombres, déjà exploitées par Gregori Margulis dans son travail la conjecture d'Oppenheim.

## Œuvres choisies
- (en) Marina Ratner, « Strict measure rigidity for unipotent subgroups of solvable groups », Inventiones Mathematicae, vol. 101, no 1,‎ décembre 1990, p. 449–482 (ISSN 0020-9910 et 1432-1297, DOI 10.1007/bf01231511)
- (en) Marina Ratner, « On measure rigidity of unipotent subgroups of semisimple groups », Acta Mathematica, vol. 165, no 0,‎ 1990, p. 229–309 (ISSN 0001-5962, DOI 10.1007/BF02391906, MR 1075042, zbMATH 0745.28010)
- (en) Marina Ratner, « Interactions between ergodic theory, Lie groups, and number theory », Proceedings of the International Congress of Mathematicians, Chatterji S.D.,‎ 1995, p. 157–182 (ISBN 978-3-0348-9897-3, DOI 10.1007/978-3-0348-9078-6_13)
- (en) Marina Ratner, « unipotent flows », Duke Mathematical Journal, vol. 63, no 1,‎ juin 1991, p. 235–280 (ISSN 0012-7094, DOI 10.1215/S0012-7094-91-06311-8)
- (en) Marina Ratner, « On Raghunathan's Measure Conjecture », The Annals of Mathematics, vol. 134, no 3,‎ novembre 1991, p. 545 (DOI 10.2307/2944357, JSTOR 2944357, MR 1135878, zbMATH 0763.28012)
- (en) Marina Ratner, « Raghunathan’s conjectures for SL(2,R) », Israel Journal of Mathematics, vol. 80, nos 1-2,‎ juin 1992, p. 1–31 (ISSN 0021-2172 et 1565-8511, DOI 10.1007/BF02808152)

## Distinctions académiques
Elle a reçu le Prix Ostrowski en 1993. En 1992 elle est admise à l'Académie américaine des arts et des sciences et en 1993 à l'Académie nationale des sciences américaine. Cette dernière lui attribue le prix John J. Carty (en) pour sa solution des conjectures de Raghunathan. Elle est conférencière invitée au Congrès international des mathématiciens de Zürich en 1994 (Interactions beween ergodic theory, Lie groups, and number theory).